# Erik Peterson
Pour les articles homonymes, voir Peterson.
Erik Peterson Grandjean (né le 7 juin 1890 à Hambourg et mort le 26 octobre 1960 à Hambourg) est un théologien catholique allemand. Universitaire protestant, converti au catholicisme en 1930, spécialiste de patristique. Il fut un opposant au nazisme et eut une grande influence sur de nombreux théologiens du XXe siècle.

## Biographie
Erik Peterson (né en 1890), qui avait des ancêtres suédois et d’autres français, a grandi à Hambourg. Après ses études de théologie protestante à Strasbourg, Greifswald, Berlin, Bâle et Göttingen, et son doctorat, il enseigne à compter de 1920 comme Privatdozent l’archéologie chrétienne et l’histoire de l'Église à Göttingen, puis de 1924 à 1929 comme professeur d'histoire de l'Église et de Nouveau Testament à Bonn.
À Noël 1930, il se convertit et est reçu dans l’Église catholique à Rome, ce qui sera un obstacle pour sa carrière. Il s'installe à Rome en 1933, où il rencontre et épouse Matilda Bertini. Le couple aura cinq enfants et vivra des difficultés économiques, à peine atténuées à partir de 1937, où Peterson enseigne à l'Institut pontifical d'archéologie chrétienne. Un retour durable en Allemagne n’est pas envisageable à l’époque du nazisme, vu ses prises de position et la situation politique (il s'est notamment élevé contre l'instauration d'une Église du Reich et s'est opposé aux conceptions de Carl Schmitt). Il obtient un nouveau poste à Rome en 1947 puis une chaire de patristique en 1956. Il est alors reconnu comme l’un des grands spécialistes de la patristique et de l'histoire du christianisme primitif.
En 1960, quelques semaines avant sa mort à Hambourg, alors qu’il est déjà gravement malade, il est fait docteur honoris causa de la Faculté des lettres de l'université de Bonn et de la Faculté de théologie catholique de l'université de Munich. Il est enterré au Cimitero del Verano, à Rome.

## Travaux
Jusqu'au début des années 1920, Peterson se libère d'une religiosité piétiste, ainsi que de la fascination qu’exerçait sur lui la méthode critique de l’école d’histoire des religions. Il se forme en patristique, philologie et exégèse et se fait connaître à Göttingen par son interprétation philologique et théologique des textes.
Il acquiert une première réputation scientifique internationale en 1926, avec la publication de sa thèse d'habilitation sur les anciennes acclamations « Heis Theos » (Un Dieu !). Ses recherches portent alors sur l’histoire des religions et sur l’histoire de l’Église, et il publie un grand nombre d'études sur l’Antiquité chrétienne. Il donne des impulsions importantes pour la compréhension de l'ancien gnosticisme, de l’ascèse et de l’apocalyptique, ainsi que des relations entre judaïsme et christianisme. (Frühkirche, Judentum, Gnosis, 1959).
Il entre en confrontation et dialogue avec la théologie libérale, par exemple celle d'Adolf von Harnack, mais aussi avec la théologie dialectique de Karl Barth et Rudolf Bultmann (il est en contact étroit avec Karl Barth entre 1921 et 1924 à Göttingen), par ses traités Was ist Theologie? (1925) et Die Kirche (1928/1929). Il discute de la notion d'Église en 1928 dans un échange de lettres avec Adolf von Harnack (publiées en 1932/33), où les convictions de Peterson sur la dogmatique et sur l'Église s'opposent à celles du protestantisme libéral d'Harnack. L'épilogue de ce débat sera sa conversion au catholicisme.
Par sa pensée et ses publications des années 1930, il s’oppose au nazisme et aux manœuvres des nazis pour contrôler les Églises chrétiennes d’Allemagne. Il s'élève notamment contre la tentative d'instauration d'une Église du Reich et d’une théologie du Reich.
En 1935, il fait paraître sa fameuse étude Der Monotheismus als politisches Problem (Le Monothéisme comme problème politique), histoire politique des idées théologiques dans l'Église primitive, où il s’oppose avec vigueur à Carl Schmitt. Il y expose sa thèse de la « liquidation de toute théologie politique » par la foi chrétienne. Pour lui, la théologie chrétienne de la Trinité interdit au christianisme de servir de caution à une quelconque entreprise politique de domination, à l’encontre d’un certain « arianisme » politique qui reconduit à la divinisation païenne de l’État. Il conclut : « Le concept de théologie politique a été introduit dans la littérature par les travaux de Carl Schmitt, Théologie politique, Munich, 1922… Nous avons tenté ici de démontrer à partir d’un exemple concret l’impossibilité d’une telle théologie politique. »
Au cours de la même année, il publie dans un petit livre Von den Engeln (Les Anges) des essais sur la vie liturgique, les dimensions politiques et la théologie mystique. En 1937, il ravive la notion de martyre ("Zeuge der Wahrheit", 1937 ; tr. fr. Témoin de la vérité, 2007). Il met en évidence le lien qui unit le martyre et la vérité, dans cette sombre période où les régimes totalitaires dominent.
Peterson a également contribué à la redécouverte du rôle de l'eschatologie par ses travaux sur le Nouveau Testament et en patristique. Son traité Die Kirche aus Juden und Heiden (1933) (tr. fr. Le Mystère des juifs et des gentils dans l’Église, en 1935) a influencé, entre autres, Jacques Maritain, qui s’y réfère dans son ouvrage Les juifs parmi les nations (Paris, 1938). Parmi d'autres, ces écrits contribueront au changement de regard de l'Église catholique sur le judaïsme et prépareront Vatican II.
Peterson est demeuré toute sa vie, à l'instar de son ancien mentor spirituel Søren Kierkegaard, un théologien original, profond et un peu en marge, soucieux du radicalisme de l’Évangile.
Il a exercé une influence considérable sur des théologiens tels que Karl Barth, Ernst Käsemann, Heinrich Schlier, Jean Daniélou et Yves Congar et, plus jeunes, tels que Jürgen Moltmann, Hans Maier, Joseph Ratzinger.

## Œuvres
Œuvres traduites
- Erik Peterson, En marge de la théologie, trad. Jean-Louis Schlegel, préf. Bernard Bourdin & Barbara Nichtweis, Paris, Éditions du Cerf, coll. "La nuit surveillée", 2015.
- Erik Peterson, Le Monothéisme : un problème politique et autres traités, Bayard, 2007 (éd. 1935 en allemand)
- Erik Peterson, Didier Rance, Témoin de la Vérité, Ad Solem, 2007 (éd. 1937 en allemand)
- Erik Peterson, Le Livre des anges, Ad Solem, 1996 (éd. 1935 en allemand)
- Erik Peterson, Le Mystère des juifs et des gentils dans l’Église, suivi d’un essai sur l’Apocalypse, préface de J. Maritain, Paris, 1935 (éd. 1933 en allemand)

Cf. aussi Bibliographie détaillée en français
Édition des œuvres d’Erik Peterson en allemand (Wurtzbourg, 1994, 12 vol.)
- Barbara Nichtweiß (Hrsg.): Erik Peterson: Ausgewählte Schriften. Echter, Wurtzbourg.
  - Band 1 Theologische Traktate. 1994,  (ISBN 3-429-01630-4).
  - Band 2 Marginalien zur Theologie und andere Schriften. 1995,  (ISBN 3-429-01672-X).
  - Band 3 Johannesevangelium und Kanonstudien. 2003,  (ISBN 3-429-02560-5).
  - Band 4 Offenbarung des Johannes und politisch-theologische Texte. 2004,  (ISBN 3-429-02597-4).
  - Band 5 Lukasevangelium und Synoptica. 2005,  (ISBN 3-429-02747-0).
  - Band 6 Der Brief an die Römer. 1997,  (ISBN 3-429-01887-0).
  - Band 7 Der erste Brief an die Korinther und Paulus-Studien. 2006,  (ISBN 3-429-02835-3).